# جان دی. لونسون
جان دی. لونسون (انگلیسی: Jon D. Levenson؛ زادهٔ ۴ ژانویهٔ ۱۹۴۹) پژوهشگر کتاب مقدس عبری است. نام او لیست استادان مطالعات یهودی در مدرسه الهیات هاروارد است.